# De danske Troppers Indmarch i Sønderjylland
|  | Denne artikel er oprettet af botten PalnaBot ud fra en ekstern database. Den kan derfor have sproglige fejl eller mangler. Denne skabelon kan fjernes efter kontrol af indholdet. |

De danske Troppers Indmarch i Sønderjylland er en film med ukendt instruktør.

## Handling
Efter Genforeningen holder danske soldaters deres indtog i Nordslesvig. I Sønderborg marcherer soldaterne ind på et kaserneområde. Spejderne er med. Med det danske borgerskab i spidsen marcherer de danske soldater gennem Perlegade. Ombord på et dansk krigsskib sejler tropperne mod Sønderjylland. Ankomsten til Sønderborg havn. Stor modtagelse på havnen. Gamle veteraner. Krigsskibene i åbent vand. Perlegade igen. Stort optog og soldater. Parade med franske tropper. Dansk rytteri med beredent musikkorps. Ombord på et krigsskib musicerer musikkorpset for soldaterne. Mere ankomst til Sønderborg. Franske og danske soldater paraderer.